# Paweł Pańta
Paweł Pańta (ur. 4 grudnia 1973 w Kutnie) – polski kontrabasista i basista, wykonujący muzykę jazzową i poważną. 

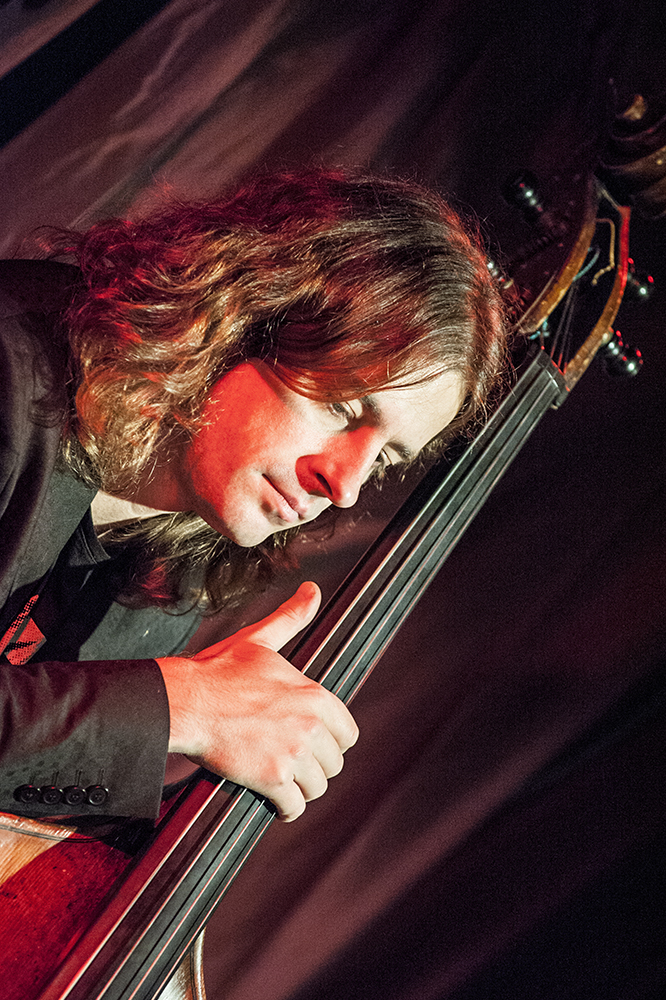
Paweł Pańta (db) w klubie Tygmont, Warszawa, wraz z Rafałem Rokickim (p) i Krzysztofem Szmańda - (dr) - listopad 2011 r.

## Życiorys
Absolwent Akademii Muzycznej im. Fryderyka Chopina w Warszawie w klasie kontrabasu Andrzeja Mysińskiego i Studium Jazzu przy Zespole Państwowych Szkół Muzycznych im. Fryderyka Chopina przy ul. Bednarskiej w Warszawie pod kierunkiem Zbigniewa Wegehaupta. 
W 1994 rozpoczął współpracę z Polską Orkiestrą Radiową. W 1995 współpracował z Gustav Mahler Jugendorchester pod dyr. Claudio Abbado, z którą występował na BBC Proms Festival i Berliner Festspiele. W latach 1996–1998 był członkiem międzynarodowej orkiestry Philharmonie der Nationen, z którą zagrał ponad sto koncertów w Stanach Zjednoczonych, Niemczech, Chinach i Rosji. Od 1998 związany jest z kwintetem smyczkowym I Solisti di Varsavia. Z tąże formacją oraz z Karolem Radziwonowiczem nagrał dwie płyty poświęcone twórczości Fryderyka Chopina. Współpracuje także z kwartetem Prima Vista, biorąc udział w koncertach z takimi solistami, jak: Konstanty Andrzej Kulka, P. Paleczny, Jan Stanienda, Tytus Wojnowicz, Jadwiga Kotnowska czy Władysław Kłosiewicz. Jako członek kwartetu, towarzyszącego solistce Alinie Mleczko, gościnnie wystąpił na płycie Siesta, którą została nominowana do nagrody Fryderyk 2003 w kategorii album roku „Album roku – Muzyka kameralna”. W 2009 został laureatem nagrody na IV Międzynarodowym Konkursie Improwizacji Jazzowej w Katowicach. Jako muzyk jazzowy współpracował z zespołami prowadzonymi przez muzyków, wywodzących się z czołówki polskiego jazzu, a są to: Zbigniew Namysłowski, Włodek Pawlik, Marcin Małecki, Robert Majewski, Wojciech Majewski czy Wojciech Karolak (Wojciech Karolak Trio wraz z perkusistą Arkadiuszem Skolikiem i w duecie). Od 2000 jest kontrabasistą w formacjach Andrzej Kurylewicz Trio i Filip Wojciechowski Trio. Uczestniczył w nagraniu wielu płyt zarówno klasycznych, jak i jazzowych, na których pojawia się jako kontrabasista i basista. Będąc filarem zespołów Włodka Pawlika uczestniczył w nagraniach albumów Anhelli, Nostalgic Journey: Tykocin Jazz Suite, a także ścieżki dźwiękowej do filmu Rewers (2009). W 2011 wziął udział w nagraniu płyty Night in Calisia, która ukazała się w Polsce w 2012, zaś rok później, wydana w amerykańskiej wersji przez wytwórnię Summit Records, przyniosła jej twórcom prestiżową nagrodę Grammy w kategorii „Najlepszy album dużego zespołu jazzowego”.

## Wybrana dyskografia[3]
- I Solisti di Varsavia i Karol Radziwonowicz:
- Chopin: Koncert e-moll
- Koncert f-moll
- Sinfonia Viva – Muzyka i Ekran (DUX, 1999)
- Filip Wojciechowski Trio – Classic Jazz (2000)
- Andrzej Kurylewicz Trio – Andrzej Kurylewicz Trio, Polskie Radio (Polskie Radio, 2001)
- Wojciech Majewski Quintet – Grechuta (Sony Music Entertainment Poland, 2001)
- Sinfonia Viva – Muzyka i Ekran II, DUX (2001)
- Filip Wojciechowski Trio – Romantic Meet Jazz (DUX, 2003)
- Wanda Warska – Piosenki z Piwnicy (Polskie Radio (2004)
- Elżbieta Wojnowska, Włodek Pawlik – Sonety Szekspira (PPA i CS Impart, 2004)
- Włodek Pawlik Trio – Anhelli (5line, 2005)[6]
- Trio Marcina Małeckiego – Odyseja Kosmiczna (2005)
- Włodek Pawlik, Randy Brecker – Nostalgic Journey: Tykocin Jazz Suite (Summit Records, 2008)[7]
- Włodek Pawlik Trio, Randy Brecker – Night in Calisia (Pawlik Relations/Summit Records, 2012/2013)[8]
- Karolak Piano Trio – Montag (Studio Realizacji Myśli Twórczych, 2019)[9]